# امانوئل بئار
امانوئل بئار (به فرانسوی: Emmanuelle Béart) (زاده ۱۴ اوت ۱۹۶۳) بازیگر سرشناس فرانسوی است. از جمله فیلم‌های او می‌توان به دوزخ، مزاحم زیبا، زمان دوباره به دست آمد، ناتالی…، چشم‌های زرد، مأموریت غیر ممکن، قلبی در زمستان و نلی و آقای آرنو اشاره کرد.

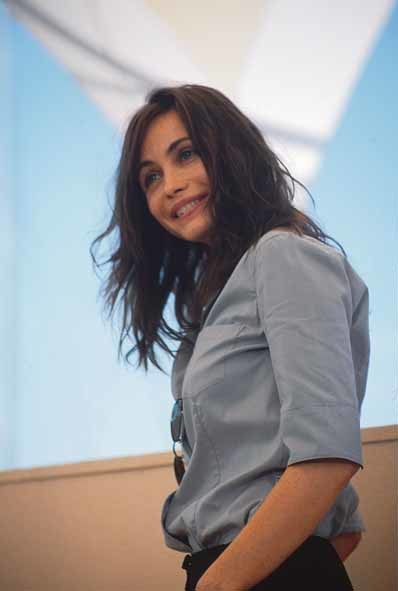
امانوئل بئار - فستیوال کن ۲۰۰۰